# Металлургическая (станция)
Металлургическая — грузовая железнодорожная станция Челябинского региона Южно-Уральской железной дороги, расположена в Металлургическом районе города Челябинска в промышленной зоне. Станция является частью Челябинского железнодорожного узла.

## История

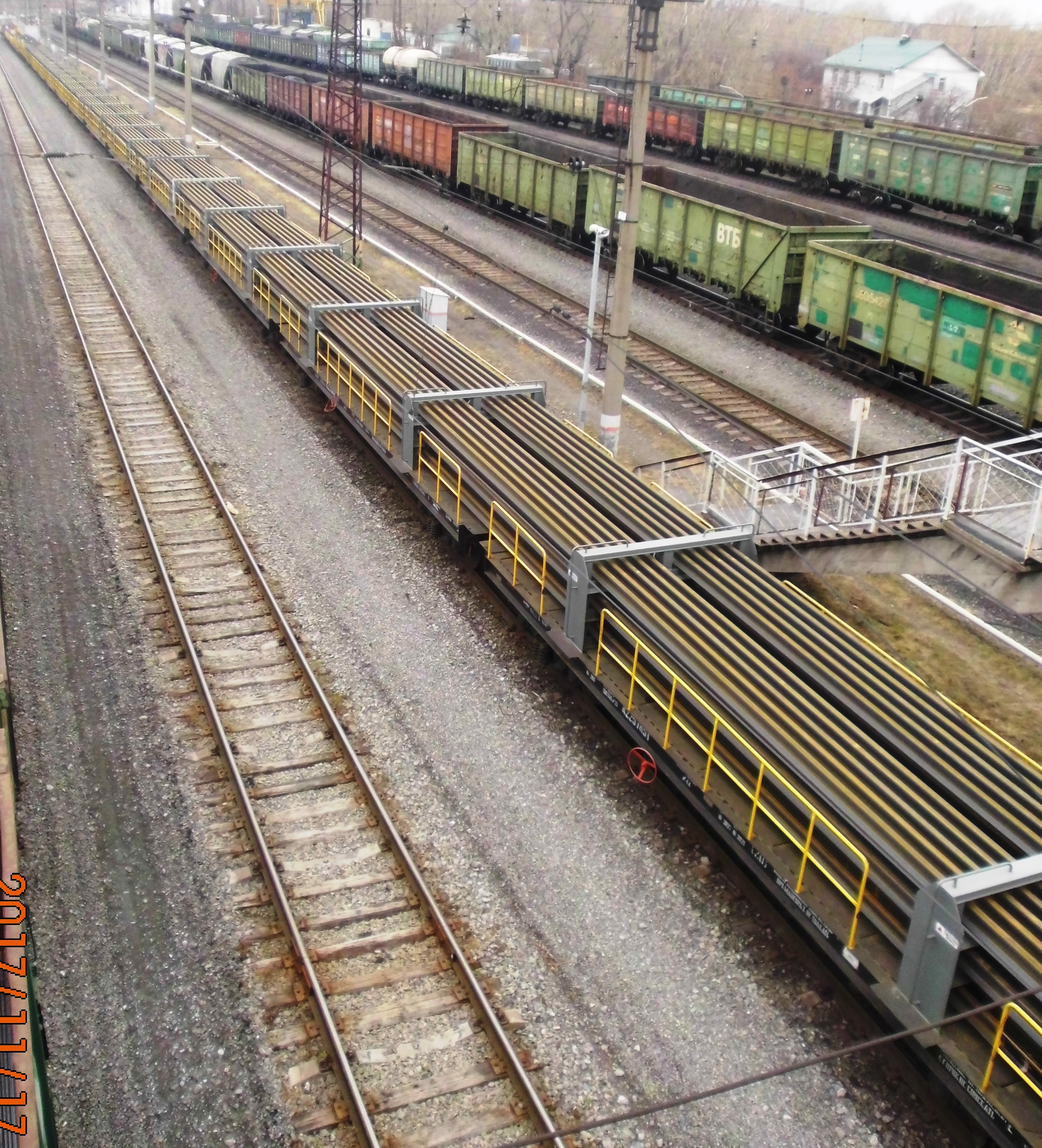
Один из парков станции Металлургическая. На ближнем плане — рельсовозный состав

Строительство станции практический началось одновременно со строительством Челябинского металлургического завода в 1942 году в разгар Великой Отечественной войны для обеспечения работы завода. В строительстве станции участвовали трудармейцы Управления строительства № 24 НКПС. Первоначально станция являлась заводской станцией, как и построенные позже внутризаводские железнодорожные станции Доменная, Кольцевая, Конверторная, Локомотивная, Подсобная, Прокатная, Рудная, Северная с путевыми хозяйствами и даже локомотивными депо. Вначале станция имела сообщение с сетью железных дорог страны через станцию Баландино на построенной в 1940 году линии Синарская — Чурилово. В 1951 году после ввода в строй железнодорожной станции Межозерная на этой же линии, станция Металлургическая замыкается на неё.
С 1946 года станция Металлургическая была включена в общегосударственную железнодорожную сеть и находилась в совместном ведении завода и МПС (в дальнейшем ОАО «РЖД») и работа организована по единому технологическому процессу. Часть станции, сообщающаяся с внутризаводскими путями и станциями, обслуживается комбинатом, а часть с выходом на железнодорожную сеть общего пользования и подъездные пути к остальным обслуживаемым станцией промышленным предприятиям обслуживается ОАО «РЖД» (иногда некорректно эта часть единой станции называется «станция Новометаллургическая», а заводская в противовес — «Старометаллургическая», возможно появление такого названия связано с ассоциированием названия расположенной рядом крупной электроподстанции «Новометаллургическая» на 220 киловольт ЕЭС России с названием железнодорожной станции).
Станция электрифицирована в 1958 году постоянным током 3 киловольта.

## Грузовая работа
На станции имеется несколько парков, 2 механизированные сортировочные горки, пункт технического обслуживания грузовых вагонов. Маневровые и сортировочные работы на станции проводятся согласованно совместно, в частности на одной из сортировочных горок станции работают сотрудники ЧМК, на другой железнодорожники.
По состоянию на начало 2015 года станция обслуживала 9 крупных и 48 менее крупных промышленных предприятий города Челябинска. При этом объём грузов ЧМК составляет около 90 % от всех перевозимых станцией. По данным на конец 2007 года, станция отгружает обслуживаемым предприятиям около 18 000 тонн грузов (что составляет около 300 вагонов) в сутки.
Станция Металлургическая так же частично разгружает станцию Челябинск-Главный, в частности обладая сортировочными горками и парками, формирует передаточные поезда по доставке грузов на станции расположенные на линии Челябинск-Главный — Нижняя (Каменск-Уральское направление).